# 전근향
전근향(全根香, 1968년 10월 17일 ~ )는 대한민국의 제8대 부산광역시 동구의원이다.

## 학력
- 1975.03 ~ 1981.02 수성국민학교 졸업
- 1994.03 ~ 1996.03 한국방송통신대학교 경제학과 1학년 제적

## 경력
- 데레사여자고등학교 운영위원
- 범일2동 16통장
- 두산위브포세이돈Ⅱ아파트 입주자대표회의 회장
- 부산진시장 천우그릇 대표
- 노무현재단 부산 동구지회 총무
- 2018.07 ~ 2018.08 제8대 부산광역시 동구의회 의원
- 2018.08.10 아들을 잃은 경비원에 대한 전보 요구 논란으로 제명
- 2018년 11월 23일 가처분 신청 인용으로 부산광역시 동구의회 의원 복귀
- 2018.11 ~ 2022.06 제8대 부산광역시 동구의회 의원

## 논란
2018년 8월 10일 부산 동구 전근향, 의원직도 결국 상실 부자(父子)가 동료 경비원으로 근로 하다가 아들이 사망한 사건과 관련해 아버지 경비원의 전보를 요구했다가 막말 논란으로 제명을 당하는 논란이 있었다. 전근향은 가처분을 내서 인용되어 일단 동구의원으로 복귀하였다.

## 역대 선거 결과
| 실시년도 | 선거      | 대수 | 직책   | 선거구                | 정당         | 득표수   | 득표율          | 순위 | 당락 | 비고           |
| -------- | --------- | ---- | ------ | --------------------- | ------------ | -------- | --------------- | ---- | ---- | -------------- |
| 2018년   | 지방 선거 | 8대  | 구의원 | 부산 동구 (나 선거구) | 더불어민주당 | 5,350 표 | \| \| 23.71% \| | 1위  |      | 초선, 민선 7기 |
|          | 23.71%    |      |        |                       |              |          |                 |      |      |                |